# Diocesi di Parma

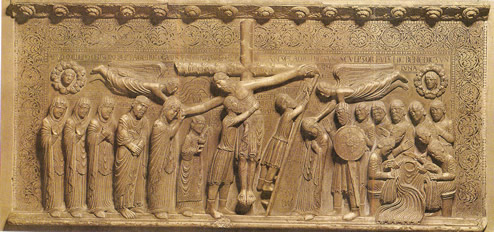
Deposizione dalla croce di Benedetto Antelami all'interno della cattedrale di Parma.

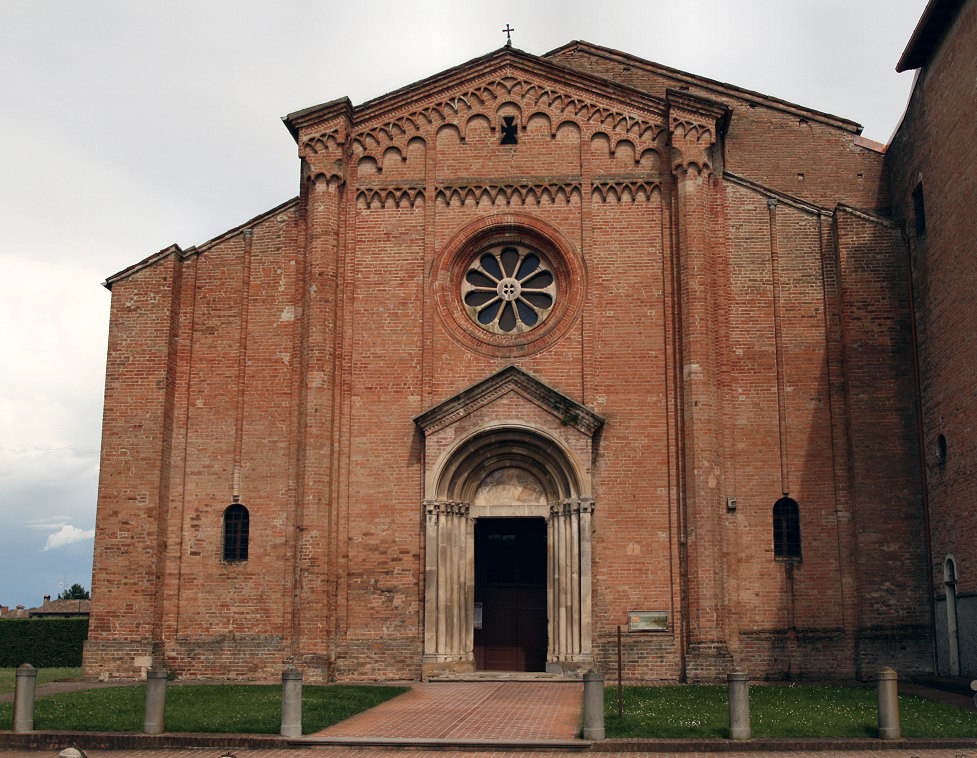
La chiesa di San Bernardo dell'abbazia di Fontevivo.

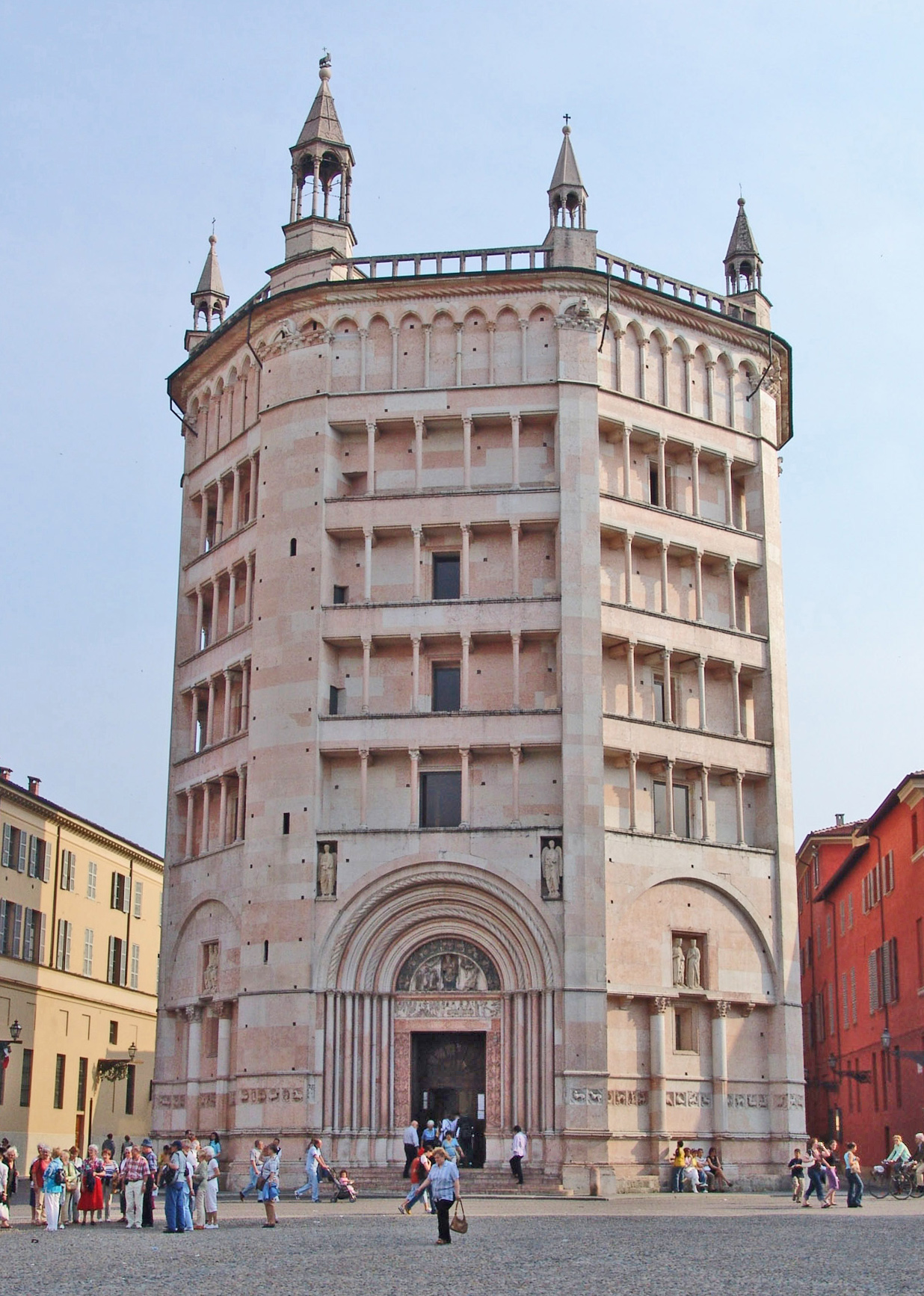
Il battistero di Parma.

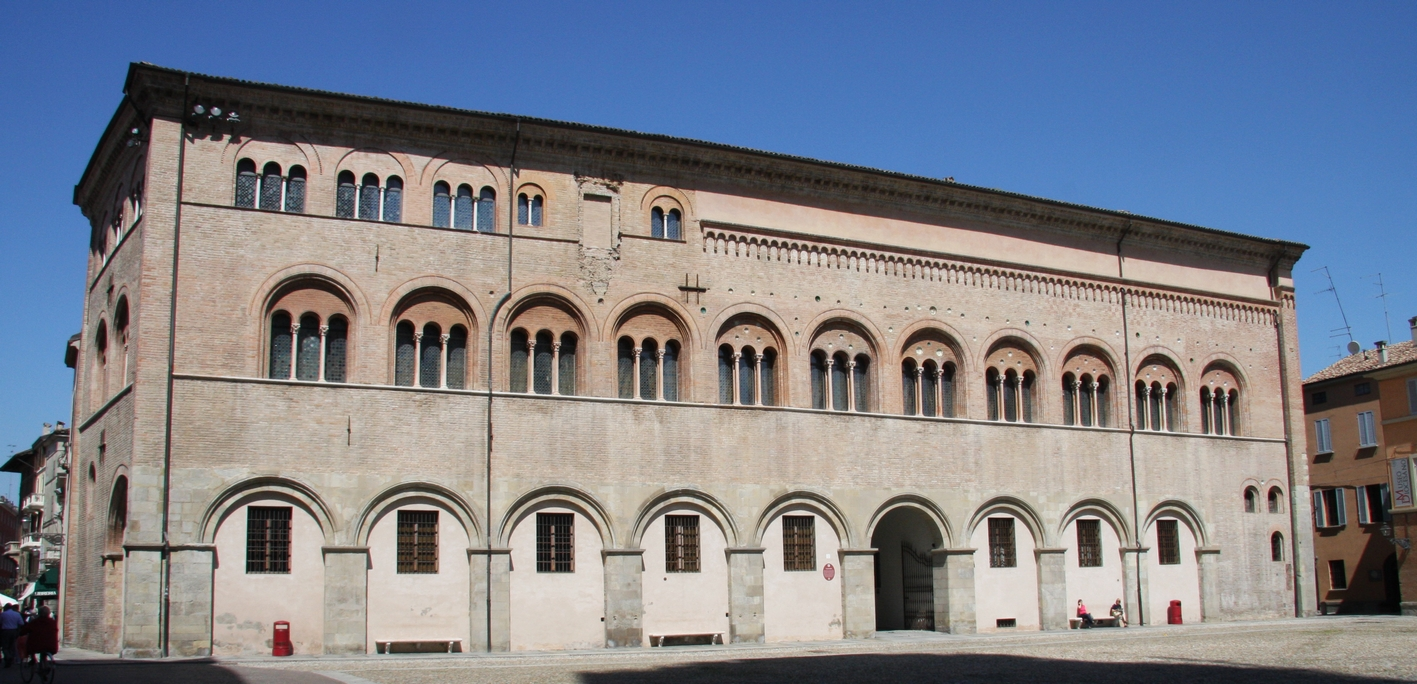
Il palazzo vescovile.

La diocesi di Parma (in latino Dioecesis Parmensis) è una sede della Chiesa cattolica in Italia suffraganea dell'arcidiocesi di Modena-Nonantola appartenente alla regione ecclesiastica Emilia-Romagna. Nel 2023 contava 296.940 battezzati su 375.585 abitanti. È retta dal vescovo Enrico Solmi.
Alla diocesi è unito il titolo abbaziale di Fontevivo (Sancti Bernardi Fontis Vivi).

## Territorio
La diocesi comprende circa i due terzi della provincia di Parma. Confina a sud con la diocesi di Massa Carrara-Pontremoli, ad ovest con le diocesi di Piacenza-Bobbio e di Fidenza, a nord con la diocesi di Cremona e a est con quella di Reggio Emilia-Guastalla.
Sede vescovile è la città di Parma, dove si trova la cattedrale dell'Assunzione di Maria Vergine.
Il territorio è suddiviso in 308 parrocchie. Con decreto del vescovo Enrico Solmi del 4 dicembre 2012, le parrocchie, il cui numero rimane canonicamente invariato, sono state raggruppate in 56 unità pastorali denominate Nuove Parrocchie.

## Storia
Incerte sono le origini della diocesi parmense. Primo vescovo noto è Urbano, menzionato nella seconda metà del IV secolo; era un vescovo ariano, che, benché deposto nel 372, occupava ancora la sede nel 378 e dovette essere cacciato con la forza dall'autorità imperiale. In seguito non sono noti altri vescovi fino al VII secolo: dopo Esuperanzio, la cui attribuzione a Parma è incerta, è noto il vescovo Grazioso, che partecipò al sinodo romano indetto nel 680 da papa Agatone.
Originariamente suffraganea dell'arcidiocesi di Milano, verso la metà del V secolo entrò a far parte della provincia ecclesiastica dell'arcidiocesi di Ravenna. Nel VII secolo Parma incorporò il territorio della soppressa diocesi di Brescello. Per decisione del vescovo Guibodo, dall'877 il vescovo fu coadiuvato e affiancato nella gestione del potere spirituale e temporale dal Capitolo della Cattedrale di Parma, istituzione fondata da Guibodo stesso il 29 dicembre dello stesso anno.
Nel X secolo il vescovo Oberto e il suo successore Sigefredo II ottennero l'investitura dell'abbazia di Nonantola.
Il 10 agosto 1058 un grave incendio colpì Parma e distrusse l'antica cattedrale: per volere del vescovo Cadalo ne fu costruita un'altra fuori dalle mura, sul sito di un'antica basilica paleocristiana; terminata probabilmente già nel 1074, venne consacrata da papa Pasquale II tra il 31 ottobre e il 4 novembre 1106. Il 3 gennaio 1117 la cattedrale fu colpita dal terremoto.
Lo stesso Cadalo, nelle controversie per l'elezione di papa Alessandro II, nel 1061 si fece eleggere antipapa con il nome di Onorio II; non lasciò mai Parma e fino alla morte si fregiò del titolo di episcopus parmensis et electus Apostolicus.
Nella seconda metà del XIII secolo si diffuse a Parma la setta eretica degli Apostolici, che fu condannata dal concilio di Lione del 1274. Nel 1290 l'eresiarca Gherardo Segarelli fu incarcerato; evaso, fu imprigionato ancora nel 1294; fuggì di nuovo e catturato nel 1300 fu arso sul rogo il 18 maggio dello stesso anno.
Nel 1582 la diocesi divenne suffraganea dell'arcidiocesi di Bologna. Il 26 maggio 1806 entrò a far parte della provincia ecclesiastica di Genova. Il 30 marzo 1818 fu resa immediatamente soggetta alla Santa Sede.
Il 16 febbraio 1820, in forza della bolla Paternae charitatis di papa Pio VII, cedette la parrocchia di San Nicola di Torricella del Pizzo e porzioni della parrocchia di San Donnino nella stessa località alla diocesi di Cremona. Il 10 dicembre 1821, con il breve Sacrorum canonum di papa Pio VII, furono rivisti i confini tra le diocesi di Parma e di Reggio Emilia: Parma acquisì da Reggio 10 parrocchie, me ne cedette alla stessa 21, quasi tutte ad est del fiume Enza.
Il 28 luglio 1826 la duchessa di Parma Maria Luigia insignì i vescovi di Parma del titolo di gran priore dell'Ordine Costantiniano di San Giorgio. Papa Leone XIII il 14 agosto 1892 concesse ai vescovi di Parma il titolo di abate di Fontevivo.
Il 18 settembre 1828 cedette una porzione di territorio a vantaggio dell'erezione della diocesi di Guastalla.
Nel 1853 furono nuovamente ridefiniti i confini tra Parma e Reggio Emilia, in seguito agli accordi presi nel trattato di Firenze del 1844: Parma cedette altre 19 parrocchie alla diocesi di Reggio Emilia, acquisendone dalla stessa 2. Con queste disposizioni il fiume Enza divenne il confine naturale fra le due diocesi.
Nel 1919 fu fondato il settimanale diocesano Vita Nuova.
Nel 1948 la parrocchia di Castione Marchesi, frazione del comune di Fidenza, passò alla diocesi di Fidenza, mentre la diocesi parmense acquisì la parrocchia di Castellina, nel comune di Soragna, già appartenuta alla diocesi fidentina.
L'8 dicembre 1976 la diocesi è entrata è far parte della provincia ecclesiastica di Modena (oggi Modena-Nonantola).
Nel 2003, con decreto della Congregazione per i vescovi del 14 gennaio, fu sancita un'ulteriore modifica territoriale, con la quale la diocesi di Parma cedette 4 parrocchie a quella di Fidenza e 2 a quella di Piacenza-Bobbio, acquisendo al contempo 4 parrocchie, 2 da Fidenza e 2 da Piacenza-Bobbio.
Il 23 ottobre 2011 papa Benedetto XVI ha canonizzato il vescovo Guido Maria Conforti, fondatore della congregazione missionaria dei Saveriani.

## Cronotassi dei vescovi
Si omettono i periodi di sede vacante non superiori ai 2 anni o non storicamente accertati.
- Urbano † (prima del 359 ? - 372 deposto)
- Esuperanzio ? † (menzionato nel 603)
- Grazioso † (menzionato nel 680)
- Aicardo † (menzionato nel 731)
- Alboino † (menzionato nel 744)
- Gerolamo † (menzionato nel 775 circa)
- Pietro † (menzionato nel 781)
- Lamberto † (prima dell'827 - dopo l'835)
- Guibodo (o Wibodo) † (prima dell'857 - 28 giugno o 25 novembre 895 deceduto)
- Elbungo † (895 - dopo il 915)
- Aicardo † (prima del 920 - dopo febbraio 927)
- Sigefredo I † (prima di maggio 929 - dopo il 944)
- Aldeodato I † (prima del 947 - dopo il 953)
- Oberto † (prima del 961 - dicembre 980 deceduto)
- Sigefredo II † (980 - dopo il 1006)
- Maiolo † (menzionato nel 1013/1014 circa)
- Enrico † (1015 - dopo febbraio 1026)
- Ugo † (prima di aprile 1027 - dopo aprile 1040)
- Cadalo † (prima di aprile 1046 - dopo aprile 1071)
- Everardo † (1073 - dopo maggio 1085 deceduto)
- Wido o Guido (1085 o 1087 - 1104 ?)
- San Bernardo degli Uberti, O.S.B.Vall. † (1106 - 4 dicembre 1133 deceduto)
- Alberto † (1133 - 1135)
- Lanfranco † (1139 - circa 1162 deceduto)
  - Aicardo da Cornazzano † (prima di agosto 1163 - 1167 o 1170 deposto) (scismatico)
- Bernardo II † (prima di settembre 1172 - 1194 deceduto)
- Obizzo Fieschi † (23 dicembre 1194 - 22 maggio 1224 deceduto)
- Grazia † (prima del 3 settembre 1224 - 26 settembre 1236 deceduto)
- Gregorio ? † (menzionato nel 1236)
- Martino da Colorno † (1237 - 1242 deceduto)
- Bernardo Vizio de' Scotti † (1242 - 7 luglio o 15 ottobre 1243 deposto)
- Alberto Sanvitale † (1243 - 16 maggio 1257 deceduto)
- Obizzo Sanvitale † (1257 - 23 luglio 1295 nominato arcivescovo di Ravenna)
- Giovanni da Castell'Arquato, O.Cist. † (19 settembre 1295 - 25 febbraio 1299 deceduto)
- Goffredo da Vezzano † (1º aprile 1299 - marzo 1300 deceduto)
- Papiniano della Rovere † (3 giugno 1300 - 14 agosto 1316 deceduto)
- Simone Saltarelli, O.P. † (15 gennaio 1317 - 6 giugno 1323 nominato arcivescovo di Pisa)
- Ugolino de' Rossi † (6 giugno 1323 - 28 aprile 1377 deceduto)
- Beltrando da Borsano † (circa aprile 1378 - circa 1380)
- Giovanni Rusconi † (22 maggio 1380 - settembre 1412 deceduto)
- Bernardo Zambernelli, O.F.M.Conv. † (1412 - 11 luglio 1425 deceduto)
- Delfino della Pergola † (24 agosto 1425 - 24 settembre 1463 nominato vescovo di Modena)
- Giacomo Antonio della Torre † (24 settembre 1463 - 15 gennaio 1476 nominato vescovo di Cremona)
- Sagramoro Sagramori † (15 gennaio 1476 - 25 agosto 1482 deceduto)
- Gian Giacomo Schiaffinato † (1º settembre 1482 - 9 dicembre 1497 deceduto)
- Stefano Taverna † (20 dicembre 1497 - gennaio 1499 deceduto)
- Giovanni Antonio Sangiorgio † (6 settembre 1499 - 14 marzo 1509 deceduto)
- Alessandro Farnese † (28 marzo 1509 - 13 ottobre 1534 eletto papa con il nome di Paolo III)
  - Alessandro Farnese il Giovane † (1º novembre 1534 - 13 agosto 1535 nominato amministratore apostolico di Avignone) (amministratore apostolico)
- Guido Ascanio Sforza di Santa Fiora † (13 agosto 1535 - 26 aprile 1560 dimesso)
- Alessandro Sforza di Santa Fiora † (26 aprile 1560 - 30 marzo 1573 dimesso)
- Ferdinando Farnese † (30 marzo 1573 - 27 agosto 1606 deceduto)
- Papirio Picedi † (30 agosto 1606 - 4 marzo 1614 deceduto)
- Alessandro Rossi † (9 luglio 1614 - 24 marzo 1615 deceduto)
- Pompeo Cornazzano, O.Cist. † (2 dicembre 1615 - 5 luglio 1647 deceduto)
  - Sede vacante (1647-1650)
- Gerolamo Corio † (2 maggio 1650 - 26 luglio 1651 deceduto)
- Carlo Nembrini † (1º luglio 1652 - 16 agosto 1677 deceduto)
  - Sede vacante (1677-1681)
- Tommaso Saladino † (23 giugno 1681 - 21 agosto 1694 deceduto)
- Giuseppe Olgiati † (8 novembre 1694 - 26 gennaio 1711 nominato vescovo di Como)
- Camillo Marazzani † (11 maggio 1711 - 12 agosto 1760 deceduto)
- Francesco Pettorelli Lalatta † (15 dicembre 1760 - 6 maggio 1788 deceduto)
- Adeodato Turchi, O.F.M.Cap. † (15 settembre 1788 - 2 settembre 1803 deceduto)
- Carlo Francesco Maria Caselli, O.S.M. † (28 maggio 1804 - 20 aprile 1828 deceduto)
- Remigio Crescini, O.S.B.Cas. † (23 giugno 1828 - 20 luglio 1830 deceduto)
- Vitale Loschi † (28 febbraio 1831 - 31 dicembre 1842 deceduto)
- Giovanni Tommaso Neuschel, O.P. † (27 gennaio 1843 - 11 settembre 1852 dimesso[10])
- Felice Cantimorri, O.F.M.Cap. † (23 giugno 1854 - 28 luglio 1870 deceduto)
- Domenico Maria Villa † (28 febbraio 1872 - 22 luglio 1882 deceduto)
- Giovanni Andrea Miotti † (25 settembre 1882 - 28 marzo 1893 deceduto)
- Francesco Magani † (12 giugno 1893 - 12 dicembre 1907 deceduto)
- San Guido Maria Conforti † (12 dicembre 1907 succeduto - 5 novembre 1931 deceduto)
- Evasio Colli † (7 maggio 1932 - 14 marzo 1971 deceduto)
- Amilcare Pasini † (5 agosto 1971 - 30 novembre 1981 dimesso)
- Benito Cocchi † (22 maggio 1982 - 12 aprile 1996 nominato arcivescovo-abate di Modena-Nonantola)
- Silvio Cesare Bonicelli † (13 dicembre 1996 - 19 gennaio 2008 ritirato)
- Enrico Solmi, dal 19 gennaio 2008

## Statistiche
La diocesi nel 2023 su una popolazione di 375.585 persone contava 296.940 battezzati, corrispondenti al 79,1% del totale.
| anno | popolazione | popolazione | popolazione | presbiteri | presbiteri | presbiteri | presbiteri                | diaconi | religiosi | religiosi | parrocchie |
| anno | battezzati  | totale      | %           | numero     | secolari   | regolari   | battezzati per presbitero | diaconi | uomini    | donne     | parrocchie |
| ---- | ----------- | ----------- | ----------- | ---------- | ---------- | ---------- | ------------------------- | ------- | --------- | --------- | ---------- |
| 1950 | 299.000     | 300.000     | 99,7        | 481        | 356        | 125        | 621                       |         | 225       | 720       | 310        |
| 1970 | ?           | 308.798     | ?           | 492        | 331        | 161        | ?                         |         | 210       | 947       | 320        |
| 1980 | 322.500     | 327.786     | 98,4        | 411        | 271        | 140        | 784                       |         | 369       | 804       | 325        |
| 1990 | 307.800     | 314.104     | 98,0        | 381        | 240        | 141        | 807                       | 3       | 211       | 744       | 311        |
| 1999 | 304.010     | 314.325     | 96,7        | 313        | 201        | 112        | 971                       | 3       | 189       | 627       | 311        |
| 2000 | 304.010     | 314.325     | 96,7        | 291        | 196        | 95         | 1.044                     | 3       | 168       | 605       | 311        |
| 2001 | 304.030     | 314.340     | 96,7        | 306        | 187        | 119        | 993                       | 10      | 191       | 574       | 311        |
| 2002 | 308.103     | 320.496     | 96,1        | 305        | 181        | 124        | 1.010                     | 10      | 180       | 540       | 311        |
| 2003 | 308.463     | 320.882     | 96,1        | 298        | 177        | 121        | 1.035                     | 10      | 182       | 525       | 311        |
| 2004 | 308.247     | 320.662     | 96,1        | 295        | 176        | 119        | 1.044                     | 10      | 176       | 507       | 309        |
| 2013 | 321.000     | 345.171     | 93,0        | 267        | 155        | 112        | 1.202                     | 24      | 176       | 463       | 309        |
| 2016 | 278.429     | 339.547     | 82,0        | 255        | 151        | 104        | 1.091                     | 24      | 156       | 430       | 308        |
| 2019 | 271.628     | 335.343     | 81,0        | 247        | 134        | 113        | 1.099                     | 32      | 148       | 389       | 308        |
| 2021 | 298.099     | 377.341     | 79,0        | 222        | 128        | 94         | 1.342                     | 31      | 138       | 392       | 308        |
| 2023 | 296.940     | 375.585     | 79,1        | 223        | 121        | 102        | 1.331                     | 32      | 137       | 352       | 308        |